# Lucio Taruzio
Lucio Taruzio Firmano (o Tarunzio, in latino Lucius Taruntius Firmanus; Fermo, ... – ...; fl. 86 a.C.) è stato un astrologo romano.
Lucio Taruzio e Publio Nigidio Figulo sono i primi astrologi romani di cui si ha testimonianza storica.
Gli è stato dedicato il cratere Taruntius sulla Luna.

## Nome e origini
Il suo nomen, Firmanus, era ritenuto denotare un'origine da Firmum (oggi Fermo), città di area picena ricompresa nella regio V, mentre Tarutius veniva indicato come appellativo etrusco. 
Nell'Ottocento si riteneva che l'origine etrusca fosse la motivazione alla base della sua inclinazione agli studi matematici, ritenuta insolita presso i Romani.

## Datazione della nascita di Romolo e della fondazione di Roma

### Oroscopo di Romolo
Taruzio era amico di Cicerone e dell'erudito Varrone. Era proprio su richiesta di quest'ultimo che si era accanto a studiare l'oroscopo di Romolo, in un'impresa ritenuta comica e stravagante da Cicerone e Plutarco. Una versione dell'oroscopo è riportata da Solino. Dopo aver esaminato le circostanze della vita e della morte del fondatore di Roma, calcolò che Romolo fosse nato il 23 settembre, nel secondo anno della seconda Olimpiade, cioè il 771 a.C. La coincidenza di questa data con un'eclissi di sole, riferita da Plutarco, è ripresa e discussa da Giuseppe Giusto Scaligero senza rivelarne la fonte.

### Fondazione di Roma
Dalle vicende della vita e della morte di Romolo, calcolò anche che la Fondazione di Roma dovesse essere avvenuta il 9 aprile, tra la seconda e la terza ora del giorno. Anche questo evento, secondo Plutarco, sarebbe statao accompagato da un'eclissi di sole, una coincidenza astronomica discussa anche da Giuseppe Giusto Scaligero. Plutarco non dice in quale anno Taruzio collocasse la fondazione di della città, ma il giorno da lui individuato, il 9 aprile, è anteriore al 21 aprile, data in cui si svolgevano le Palilie, da cui si fa tradizionalmente iniziare il conteggio dell'età di Roma..